# Ersu Şaşma
Ersu Şaşma (Mersin, 30 settembre 1999) è un astista turco.

## Biografia
Si è messo in mostra guadagnando un secondo posto nella First League degli europei a squadre di Sandnes 2019, realizzando la misura di 5,41 m nel salto con l'asta.
Ai campionati balcanici indoor di Istanbul 2021 ha vinto una medaglia d'oro. Agli europei indoor di Toruń 2021 si è classificato al quinto posto. Agli europei di Roma 2024 ha conquistato la medaglia di bronzo.

## Palmarès
| Anno | Manifestazione          | Sede      | Evento           | Risultato      | Prestazione | Note                                     |
| ---- | ----------------------- | --------- | ---------------- | -------------- | ----------- | ---------------------------------------- |
| 2016 | Europei U18             | Tbilisi   | Salto con l'asta | (q)            | 4,55 m      |                                          |
| 2017 | Europei U20             | Grosseto  | Salto con l'asta | (q)            | 5,00 m      |                                          |
| 2018 | Mediterraneo U23        | Jesolo    | Salto con l'asta | 7º             | 5,10 m      |                                          |
| 2018 | Mondiali U20            | Tampere   | Salto con l'asta | 13º (q)        | 5,10 m      |                                          |
| 2019 | Mediterraneo U23 indoor | Miramas   | Salto con l'asta | 4º             | 5,05 m      |                                          |
| 2019 | Europei U23             | Gävle     | Salto con l'asta | nm (q)         | nm (q)      |                                          |
| 2020 | Balcanici indoor        | Istanbul  | Salto con l'asta | Oro            | 5,50 m      |                                          |
| 2021 | Europei indoor          | Toruń     | Salto con l'asta | 5º             | 5,70 m      |                                          |
| 2021 | Europei U23             | Tallinn   | Salto con l'asta | Bronzo         | 5,60 m      |                                          |
| 2021 | Giochi olimpici         | Tokyo     | Salto con l'asta | 10º            | 5,70 m      |                                          |
| 2022 | Giochi del Mediterraneo | Orano     | Salto con l'asta | Oro            | 5,75 m      | Record dei Giochi                        |
| 2022 | Mondiali                | Eugene    | Salto con l'asta | 8º             | 5,80 m      | Record nazionale                         |
| 2022 | Europei                 | Monaco    | Salto con l'asta | 19º (q)        | 5,50 m      |                                          |
| 2023 | Europei indoor          | Istanbul  | Salto con l'asta | 11º (q)        | 5,55 m      | Miglior prestazione personale stagionale |
| 2023 | Mondiali                | Budapest  | Salto con l'asta | 12º            | 5,55 m      |                                          |
| 2024 | Mondiali indoor         | Glasgow   | Salto con l'asta | 10º            | 5,50 m      |                                          |
| 2024 | Europei                 | Roma      | Salto con l'asta | Bronzo         | 5,82 m      | =                                        |
| 2024 | Giochi olimpici         | Parigi    | Salto con l'asta | 5º             | 5,85 m      | Miglior prestazione personale stagionale |
| 2025 | Europei indoor          | Apeldoorn | Salto con l'asta | Qualificazione | nm          |                                          |
| 2025 | Mondiali indoor         | Nanchino  | Salto con l'asta | 6º             | 5,80 m      |                                          |

## Altre competizioni internazionali
2019
- Argento nella First League degli Europei a squadre ( Sandnes), salto con l'asta - 5,41 m